# Guam
Guam az Amerikai Egyesült Államok külbirtoka Óceániában.

## Földrajz
A Mariana-szigetek legnagyobb, legnépesebb és legdélibb fekvésű szigete Hawaiitól 5300 km-re nyugatra fekszik a Csendes-óceánban. Legmagasabb pontja a Mount Lamlam (406 méter).

## Történelem
A spanyol király szolgálatában álló Magellán a Föld első körbehajózása közben 1521-ben érte el a szigetet. A spanyolok 1668-ban gyarmatosították, amikor San Vitores atya megalapította itt az első katolikus missziót. 1668 és 1815 között Guam fontos pihenőhely volt a Mexikó és Fülöp-szigetek közötti spanyol kereskedelmi úton. Guam a Mariana- és a Karolina-szigetekkel együtt Spanyolország Fülöp-szigeteki gyarmatának része volt. Az egyedülálló guami chamorro kultúrát erősen befolyásolta a spanyol kultúra és hagyomány.
Az Amerikai Egyesült Államok az 1898-as spanyol–amerikai háborúban szerezte meg a szigetet. Guam a Fülöp-szigetekre tartó amerikai hajók megállója lett, míg az északi Mariana-szigetek előbb német, majd japán kézre kerültek. A második világháborúban, 1941. december 8-án Guamot megtámadták és elfoglalták a japánok. A támadás előtt az amerikai állampolgárok zömét evakuálták a szigetről. Az Északi-Mariana-szigetek a háború előtt japán védnökség volt. Az ottani chamorrók Guamon japán szolgálatban tolmácsok és más kisegítők lettek. A guami chamorrókat a japánok megszállt ellenségként kezelték. A sziget harmincegy hónapon át volt japán megszállás alatt. Ezalatt bennszülött lakossága kényszermunkától, a családok szétválasztásától, bebörtönzésektől, kivégzésektől, koncentrációs táboroktól és kényszerprostitúciótól szenvedett. Hozzávetőleg ezer ember halt meg a megszállás következtében. Az Amerikai Egyesült Államok a guami csata során 1944. július 21-én foglalta vissza a szigetet. Máig Guam volt az Amerikai Egyesült Államok egyetlen olyan területe, ahol számottevő lakosság került idegen katonai megszállás alá. Az Egyesült Államok az Észak-Mariana-szigeteket is elfoglalta. A háború után, az 1950-es guami szervezeti törvény szerint Guam nem integráns része az Egyesült Államoknak, de rendelkezik saját polgári kormányzattal és lakói amerikai állampolgárok.

## Népesség
A sziget népessége 163 941 fő.
| Lakosok száma | 66 741 | 76 611 | 89 463 | 101 846 | 116 576 | 136 696 | 152 275 | 158 194 | 160 858 | 153 836 |
|               | 1960   | 1966   | 1973   | 1979    | 1985    | 1992    | 1998    | 2004    | 2011    | 2020    |

### Nyelvek
A szigeten az angol és a chamorro nyelvek a hivatalosak, de beszélik még a japán nyelvet is.

### Népek
A népesség 37%-a chamorro (a spanyol, filippínó és mikronéz vegyes házasságok utódai), 26%-a filippínó, 10%-a amerikai, 27%-a pedig kínai, japán és koreai.

### Vallások
A lakosság 85%-a római katolikus vallású, a többi 15% pedig egyéb felekezethez tartozik.

## Gazdaság
A sziget fontos katonai támaszpont az Egyesült Államok hadereje számára. A lakosság megélhetését az idegenforgalom, a mezőgazdasági termelés, a halászat, valamint a támaszpont kiszolgálása biztosítja.

## Közlekedés

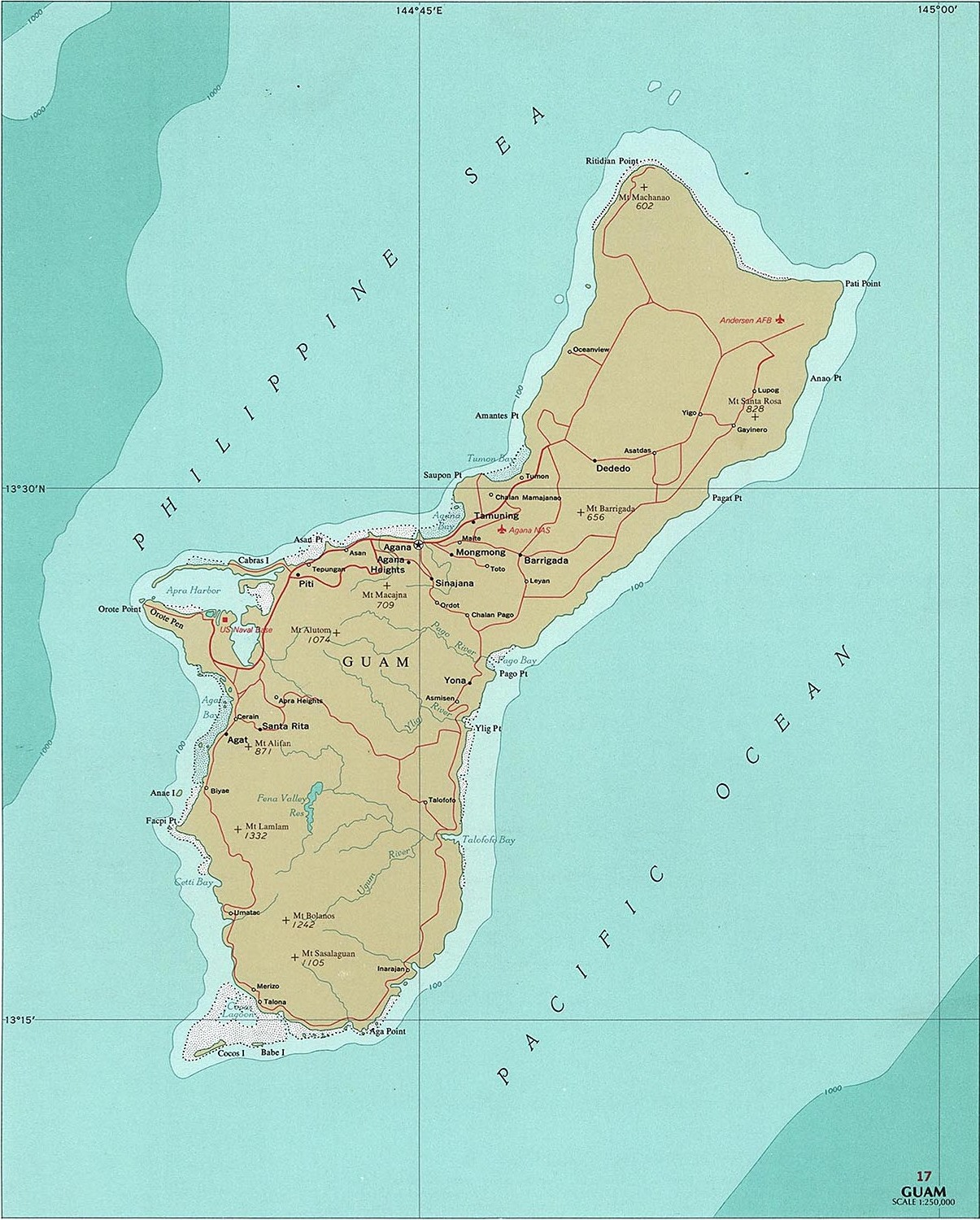
Guam térképe

A szigeten található közúthálózat hossza 1570 km. Emellett öt repülőtér és egy kikötő található a szigeten.

## Politika

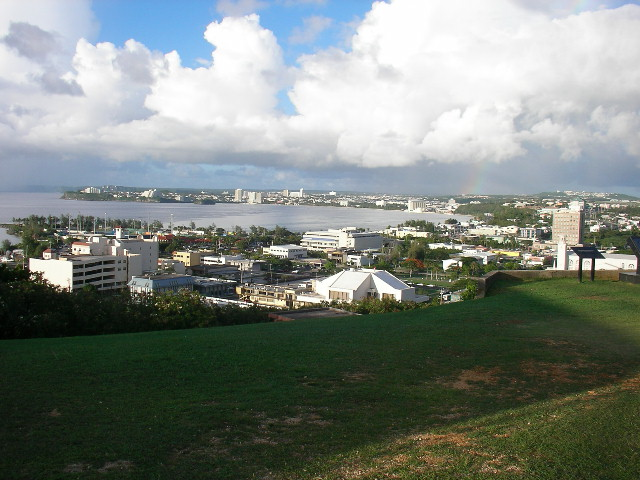
Hagatna, a főváros

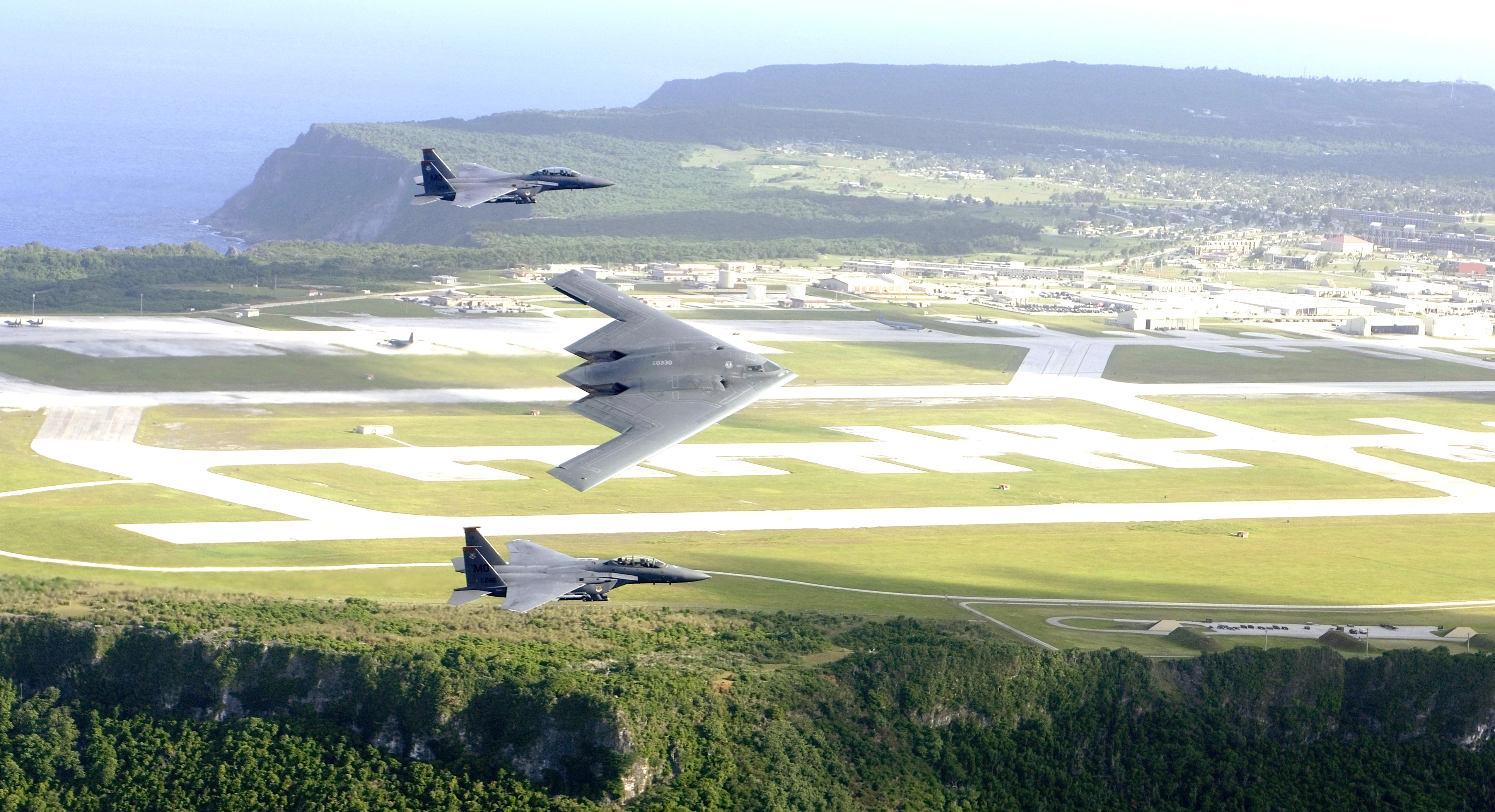
Az Andersen légibázis

Guam közigazgatási beosztása

A sziget az USA stratégiai pontja a térségben. A sziget egyharmada az amerikai légierő és tengerészet állomáshelye. A szigeten magas a munkanélküliség.
Guamnak nincs lakosai vagy választott képviselői által megszavazott alkotmánya, alaptörvényét az amerikai Kongresszus állapította meg 1950-ben. Az illető alaptörvény azonban jelentős belső autonómiát ad Guamnak. A külügyeket és a védelmi ügyeket kizárólagosan az USA intézi, a többi kérdésben Guam korlátozott autonómiával rendelkezik: kormányzója és a helyi demokratikusan választott parlament dönt, az amerikai jogszabályok keretein belül, az amerikai Belügyminisztérium felügyelete alatt. 1969 előtt a terület kormányzóját – a végrehajtó hatalom fejét – az amerikai kormány nevezte ki, azóta a terület lakossága választja meg.
Guam lakosai 1950 óta, az amerikai Kongresszus említett alaptörvénye értelmében amerikai állampolgárok. A Guamon való születés amerikai állampolgárságot eredményez.
Az egykamarás parlamentben 15 képviselő foglal helyet, akiket két évre választanak meg. Ahogy az államok többi részén, itt is két párt mérkőzik meg a sziget irányításáért: a guami republikánus párt és a guami demokrata párt.
Guam az USA külbirtoka belső autonómiával. A lakosság amerikai állampolgár, de nem vehet részt az amerikai elnökválasztásban. A sziget négy évente egy delegáltat küld az amerikai képviselőházba, azonban szavazati joga nincsen. Emiatt a guamiak mentesülnek az amerikai szövetségi adók alól.
Guam alkotmányos státuszát illetően a terület szeretné növelni önállóságát, bár a függetlenséget nagyon kevesen támogatják. A leginkább támogatott elképzelések között az állami státusz, csatlakozás az Északi-Mariana-szigetekhez, s a társult állami státusz szerepel, ez utóbbinak van a legjelentősebb támogatása, azonban az amerikai kormány a jelenlegi státuszt fenntartását tartja az egyetlen megoldásnak, arra hivatkozva, hogy Guam gazdaságilag nem lenne képes önállóságra, s az amerikai költségvetési támogatás nélkül a terület válságba kerülne.

## Kultúra

### Gasztronómia
A hagyományos guami konyha polinéz eredetű, melynek fő hozzávalói a halak, szárnyasok, papaja, rizs, kenyérfagyümölcs, taró, jamgyökér, banán és kókuszdió. Itt is elterjedt polinéz főzési mód a gödörbe helyezett felforrósított köveken történő főzés. Az európaiak honosították meg a szigeten a kukoricát, dohányt, narancsot, citromot, ananászt, kesudiót, földimogyorót, padlizsánt, paradicsomot, hüvelyeseket, kerti zöldségeket és gyógynövényeket, valamint az annóna számos fajtáját. Ettől kezdve a fő alapanyag is a kukorica lett.
A spanyol uralom idején a mexikói konyha hatása alá került a guami gasztronómia, így terjedt el az étkezésben a tortilla, a tamale, az atole és a chilaquiles. A továbbiakban ázsiai, karibi és európai hatások is érték, így jelen van a spanyol chorizo kolbász, a jamaicai grillezett húsok, a vörös rizs vagy a fülöp-szigeteki kalamai nevű desszert. Az amerikai kulináris hatás az 1898-as uralomváltástól kezdődött és napjainkban is tart.
Egyedi guami specialitásnak nevezhető ugyanakkor a mariana-szigeteki repülőkutya húsának felhasználása.

## Ünnepek
A sziget nemzeti ünnepe minden március első hétfője (Discovery Day).

## Turizmus
Javasolt a Hepatitis B elleni oltás.

## Sport

### Olimpia
Guam tagja a Nemzetközi Olimpiai Bizottságnak. 1988 óta vesz részt a nyári olimpiai játékokon. A Guami Nemzeti Olimpiai Bizottság jelenlegi elnöke Ricardo Blas, egykori olimpikon cselgáncsozó. Eddig még egyetlen guami sportoló sem nyert olimpiai érmet.
A guami labdarúgó-válogatott tagja a FIFA-nak és az AFC-nek. A világ egyik leggyengébb válogatottja még nem ért el kimagasló eredményeket.

## Testvértelepülések
- Manila, Fülöp-szigetek
- Szöul, Dél-Korea
- Quezon City, Fülöp-szigetek
- Riga, Lettország
- Vilnius, Litvánia
- Majuro, Marshall-szigetek
- Taipei, Tajvan